# كلب لوب (ساة)
'

تعديل مصدري - تعديل

كلب لوب هي إحدى قرى عزلة ساه بمديرية ساة التابعة لمحافظة حضرموت، بلغ تعداد سكانها 17 نسمة حسب تعداد اليمن لعام 2004.